# Tropical Park Stadium

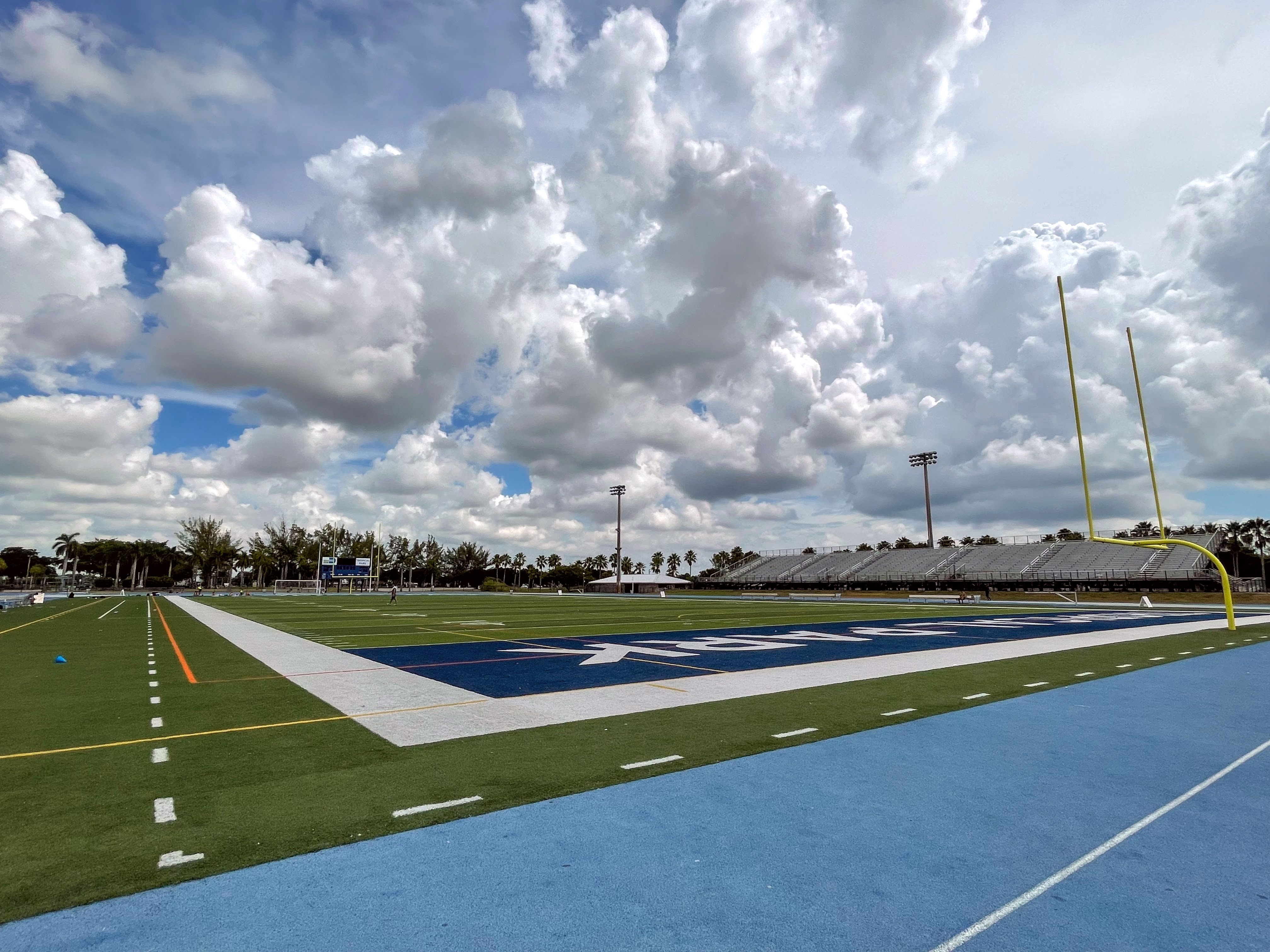
Estádio no Agosto de 2022

Tropical Park Stadium é um estádio de 7.000 lugares situado em Olympia Heights uma localidade perto de Miami, nos Estados Unidos da América. Atualmente o Miami Dade FC e o FC Miami City mandam jogos no estádio.

## Uso
O estádio foi a casa de campo do Miami FC, da United Soccer Leagues.
O estádio multi-efeitos possui uma pista de atletismo e um campo de grama utilizada para o futebol, futebol americano, rugby, e de outros vários esportes.
Tropical Park recebeu jogos durante o 2006 CONCACAF Gold Women's Cup.